# جيوفري سكوت (سياسي)
جيوفري سكوت هو سياسي كندي، ولد في 2 مارس 1938. نشط حزبياً في الحزب الكندي التقدمي المحافظ. وقد انتخب عضو مجلس العموم الكندي.